# Большая Мостовая (Тульская область)
Большая Мостовая — деревня в Щёкинском районе Тульской области в составе Огарёвского сельского поселения.

## География
Находится в центральной части Тульской области на расстоянии 3 км на юг-юго-восток от города Щёкино, административного центра района.

## История
В 1859 году здесь (деревня Мостовая Верхняя Крапивенского уезда Тульской губернии) было учтено 23 двора, в 1926 — 78, в конце 1930-х годов — 85.

## Население
Постоянное население составляло 261 человек (1859 год), 435 (1926), 111 (русские 85 %) в 2002 году, 114 в 2010.